# النهضة اللاتينية
عصر النهضة اللاتينية هو اسم يطلق على الشكل المميز للأسلوب اللاتيني الذي تم تطويره خلال عصر النهضة الأوروبية في القرنين الرابع عشر والخامس عشر، وبالتحديد من قبل حركة النهضة الإنسانية.

## خطوط الإعلان
كانت المصادر الميلادية بمثابة الصرخة العامة للإنسانيين، وعلى هذا النحو سعى أسلوبهم اللاتيني إلى تطهير اللاتينية من المفردات اللاتينية القرن-وسطية والتراكيب الأسلوبية التي اكتسبتها في القرون بعد سقوط الإمبراطورية الرومانية. لقد نظروا إلى الأدب اللاتيني في العصر الذهبي، وخاصة إلى الكاتب تشيتشيرو في النثر وفيرجيل في الشعر، كحكمين في الأسلوب اللاتيني. لقد استغنوا عن استخدام التسلسل والأشكال الأخرى المترددة للسرد، وسعوا بدلاً من ذلك إلى إحياء الصيغ اليونانية التي استخدمت في الشعر اللاتيني خلال الفترة الرومانية. أدان الإنسانيون الجزء الكبير للأدب اللاتيني في العصور الوسطى باسم «قوطي» - بالنسبة لهم، وهو مصطلح إساءة المعاملة – واعتقدوا بدلاً من ذلك أن اللاتينية القديمة المنحدرة فقط منن العصر الروماني كانت هي اللاتينية الحقيقية.
كما سعى بعض إنسانيي القرن السادس عشر من القرن الأول إلى تطهير اللاتينية من التطورات في القرون الوسطى في التهجئة. أصروا، على سبيل المثال، على أن تكون ae مكتوبة بالكامل أينما، وجدت في اللاتينية الكلاسيكية؛ كتب في القرون الوسطى في كثير من الأحيان e بدلا منae. كانوا متحمسين أكثر بكثير من الكتاب اللاتينيين في العصور الوسطى على انه بمقدورهم التفريق ما بين t و c ؛ لأن التغيرات والتأثيرات الصوتية الواقعة عليهم جعلتهم من الكلمات المتشابهة باللفظ مختلفة المعنى فعلى سبيل المثال، eciam لـ etiam. حتى أن تغيرها أثر على خط اليد؛ كتب الأنسانيين عادة اللاتينية في مخطوطة إنسانية صغيرة مشتقة من الكارولنجية ضئيلة جدا، السلف النهائي لمعظم محارف الأحرف الصغيرة المعاصرة، وتجنب النصوص السوداء ذات الحروف السوداء المستخدمة في العصور الوسطى. كان هذا النوع من الكتابة مشهورا بشكل خاص في الأعمال المحررة، حتى يتمكن الزملاء الدوليون من قراءتها بسهولة أكبر، بينما في كتاباتهم المكتوبة بخط اليد، عادة ما يكتب اللاتينية كما هو واضح في اللغة العامية. لذلك، لم تكرس الأجيال الأولى من الإنسانيين الكثير من العناية إلى الإملاء حتى أواخر القرن السادس عشر والقرن السابع عشر. بحيث اقترح إيراسموس أن تلغى الكلمات اللاتينية التقليدية حينئذٍ لصالح نسخته المعاد بناؤها من النطق اللاتيني الكلاسيكي، على الرغم من أنه يمكن للمرء أن يستنتج من أعماله أنه هو نفسه استخدم النطق الكنسي.
كانت خطة الإنسانيين لإعادة تشكيل اللاتينية ناجحة إلى حد كبير، على الأقل في مجال التعليم. المدارس تدرس الهجاء الإنساني، وشجعت دراسة النصوص التي اختارها الإنسانيون، وتم اهمال واستبعاد واضح للأدب اللاتيني اللاحق. ومن ناحية أخرى وعلى الرغم بأن اللاتينية الإنسانية عدت لغة اللاتينية أدبية أنيقة، إلا انه من الصعب للغاية كتابة كتب عن القانون، أو الطب، أو العلوم، أو السياسة المعاصرة في اللاتينية مع مراعاة جميع قواعد الإنسانية حول تطهير المفردات والاستخدام الكلاسيكي.
تطور عصر النهضة اللاتينية بشكل تدريجي إلى اللاتينية الجديدة في القرنين السادس عشر والتاسع عشر، حيث استُخدمت كلغة الاختيار المحايدة بالنسبة للمؤلفين الذين ناقشوا مواضيع تعتبر ذات أهمية كافية لاستحقاق جمهور دولي (أي أوروبي).

## إصدارات وكتاب النهضة اللاتينية

### القرن الرابع عشر
بالنسبة لأعمال القرن الرابع عشر والمؤلفين الذين ما زالوا في العصور الوسطى في النظرة (بالطبع الجميع غير الإيطاليين)
• مجموعة رسائل Epistolae familiars الصادرة عن الكاتب الإيطالي بيترارك (1304 – 1374)
• علم الأنساب من آلهة الأمم من قبل الكاتب الإيطالي جيوفاني بوكاتشو (1313 -  1375)

### القرن الخامس عشر
• ورد المعركة 1409

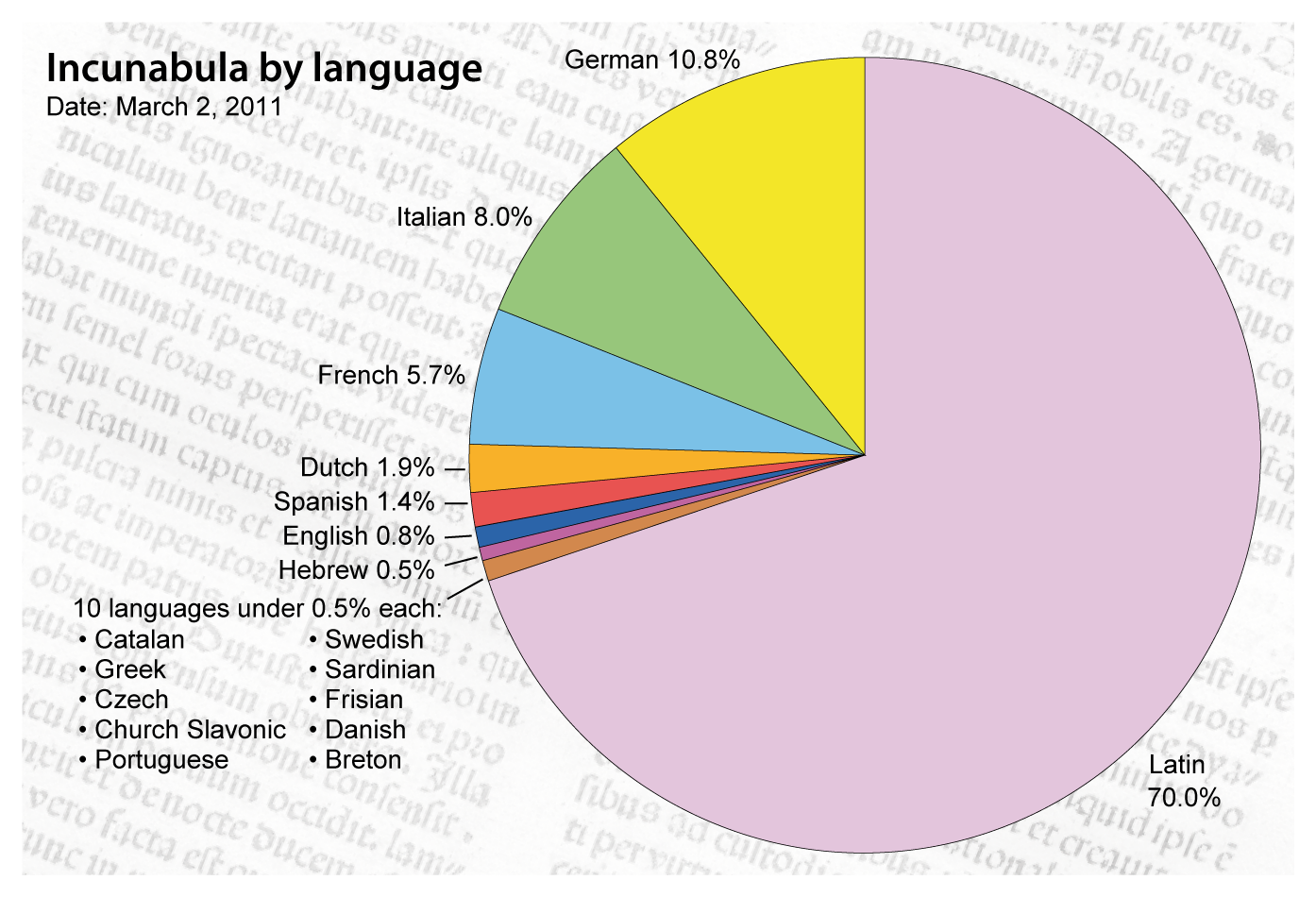
Incunables by language. Latin dominated printed book production in the 15th century by a wide margin.

• الآلهة هارمو أفروديات من قبل الكاتب انتونيو بيكاديلي (1394 – 1471)
• بلاغة اللغة اللاتينية من قبل الكاتب لورينزو فالا (1406 – 1457)
• تاريخ شعب الفلورينتيني من قبل الكاتب ليوناردو بروني (1370 – 1444)
• حكاية الحبيبين من قبل البابا بايوس التاني (1405 – 1464)
• فن العمارة من قبل ليون باتيستا (1404 – 1472)
• على غرار الحب من قبل بارتيلومي بلاتينا (1421 – 1481)
• على اختراع اللكنات من قبل رادلوف اجريكولا (1444- 1485)
• مقدمة إلى اللاتينية من قبل انتونيو دي نيبراجا (1441 – 1522)
• خطبة عن كرامة الإنسان من قبل جوفاني ماريندولا (1463 – 1494)
• نوتريشا من قبل بوليزانا (1454 – 1494)
• اللاهوت الأفلاطوني من قبل مارسيليو فيتشيوني (1433 – 1499)
• فرانسيسكو فيلفلو (1398-1481)

## روابط خارجية
- An Analytic Bibliography of On-line Neo-Latin Titles (also Renaissance Latin).
- Neo-Latin Humanist Texts at DigitalBookIndex.
- René Hoven, Lexique de la prose latine de la Renaissance. Dictionary of Renaissance Latin from prose sources, with the collaboration of Laurent Grailet, Leiden, Brill, 2006 (2nd edition), 683 p.
- The Centre for Neo-Latin Studies, focusing on Irish Renaissance Latin.